# 鶏冠石
鶏冠石（けいかんせき、realgar）は、ヒ素の硫化鉱物である。化学組成：As4S4、晶系：単斜晶系、比重：3.5、モース硬度：1.5-2。四硫化四ヒ素とも。
名称はアラビア語のrahjal lghar に由来する。
中医学では雄黄（orpiment、As2S3）と混同されることがある。かつては花火の白色発光や発音剤（赤爆）に利用するため雄黄と共に採掘されていた。鶏冠石は低い熱によって四硫化四ヒ素が分解せず溶融する性質があり、これを冷却して塊状に固めて出荷した。中国語では雄黄はrealgar（鶏冠石）を指すが、日本語ではorpimentを指す。
光や湿気などに弱く、光に長い間さらされると同質異像のパラ鶏冠石(Pararealgar)に変化する。
産出地は、ドイツのフライベルタ、メキシコのザカテカス、イタリアのコルシカ、ルーマニアのカブニックとサカラム、米国のユタ州とネバダ州、ワシントン州などがよく知られており、日本では、群馬県西ノ牧鉱山、宮城県文字鉱山、三重県丹生鉱山（辰砂の脈石として）、青森県恐山、北海道手稲鉱山などから産出する。

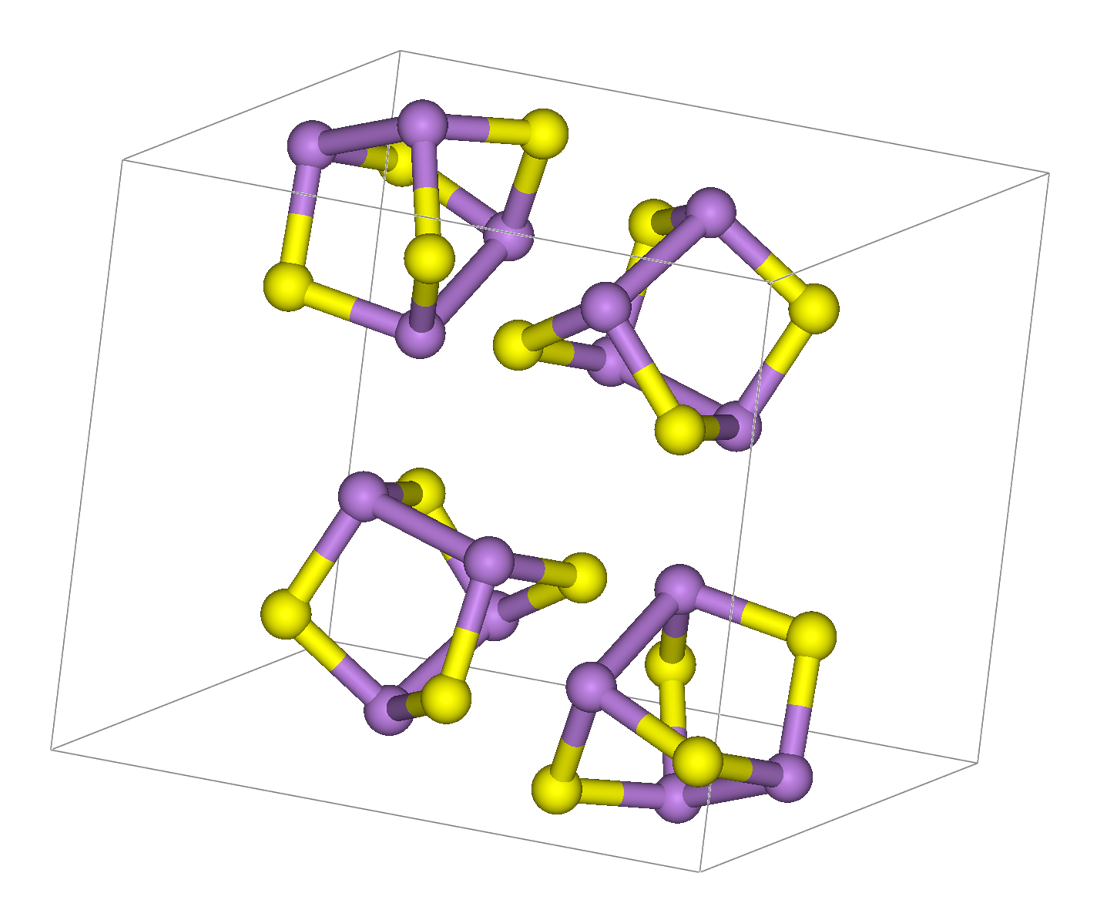
鶏冠石の結晶構造